# 이슬 (성우)
이슬(1989년 7월 1일 ~ )은 대한민국의 성우이다. 2014년 KBS 39기 공채 성우로 데뷔했으며 한국방송 성우극회 소속.

## 출연작

### 외화
- 더 컬렉션(KBS) - 세실(유란다 캐틀)
- 디셉션(KBS) - 의문의 여인(스테파니 코르넬리우센)
- 미션 임파서블: 폴아웃(KBS) - 화이트 위도우(버네사 커비)
- 블랙 위도우 - 테스크마스터(올가 쿠릴렌코)
- 스포트라이트(KBS) - 헬렌(샤론 맥파레인)
- 호두까기 인형과 4개의 왕국 - 클라라(맥켄지 포이)

### 애니메이션
- 기생수 (애니박스) - 마키코, 히카와
- 케모노 프렌즈 (애니플러스) - 아시아코끼리, 목도리도마뱀
- 마계학교! 이루마군- 아멜리
- 마계학교! 이루마군2 - 아멜리
- 마계학교! 이루마군3 - 아멜리, 하늘

### 특촬물
- 미라클 멜로디 (투니버스) - 써니

### 기타
- 현대모비스 "배틀 로얄 카 레이스, DOA 2022" - 주행복